# Sablatnigmoor
Das Sablatnigmoor (slowenisch Zablaško blato) ist ein 100 ha großes Naturschutzgebiet in der Marktgemeinde Eberndorf, Kärnten. Es wurde 1992 in den Katalog international bedeutender und schützenswerter Feuchtgebiete nach dem Ramsarabkommen aufgenommen.

## Entstehung
Der ungefähr 25 km südöstlich von Klagenfurt gelegene Moorkomplex mit großen Quellmoorbeständen und anschließendem Durchströmungsmoor geht auf eine Verlandung eines großen nacheiszeitlichen Sees zurück. Dieser See füllte vor ca. 9000 Jahren eine rund viereinhalb Quadratkilometer große Senke einschließlich des heutigen Turnersees. 
Durch den heute noch bestehenden Abfluss wurde der Seespiegel um ca. 20 m abgesenkt und die weite Senke in den heutigen Turnersee und das heutige Sablatnigmoor zweigeteilt.

## Naturschutzgebiet

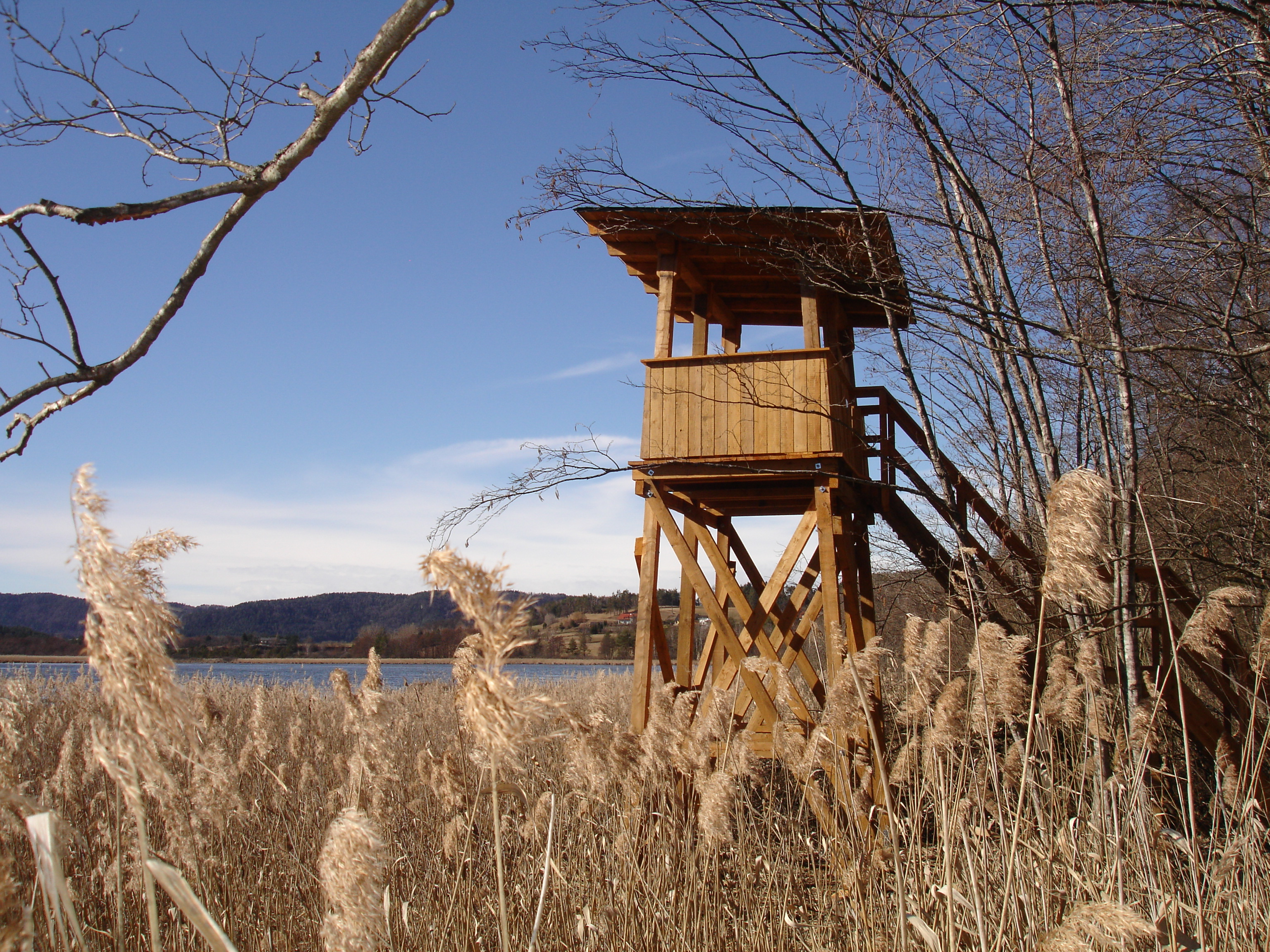
Ein Aussichtsturm im Sablatnigmoor

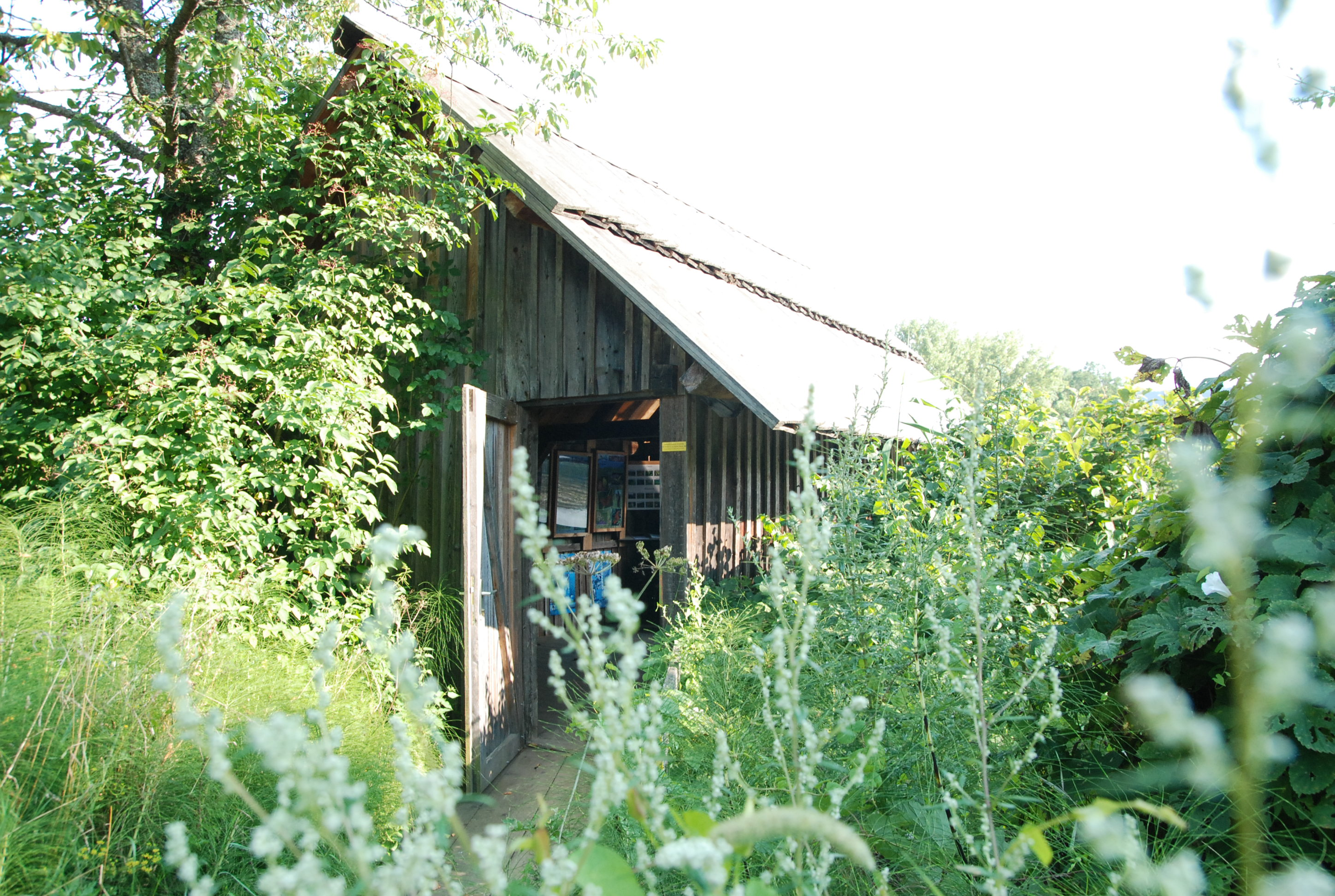
Das Bootshaus bietet besten Blick auf die Wasseroberfläche

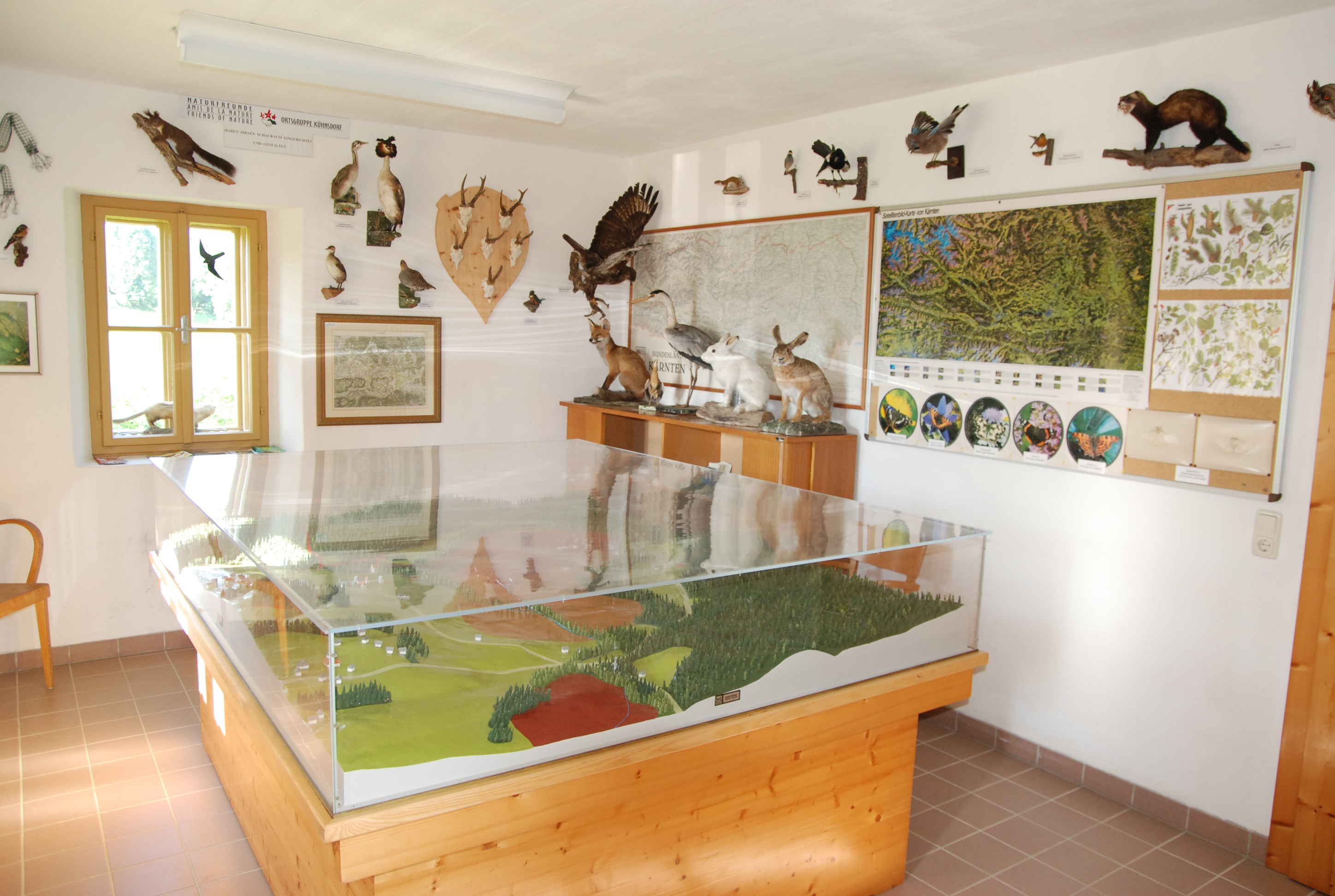
Sablatnigmoor-Museum in der Tomarkeusche

Im Jahr 1979 wurde das ca. 100 ha große Gebiet von der Kärntner Landesregierung zum Naturschutzgebiet Sablatnigmoor erklärt. Später wurde es unter Aufwendung von öffentlichen Mitteln angekauft und befindet sich heute im Besitz der Marktgemeinde Eberndorf. Im Jahr 1992 erhielt das Naturschutzgebiet durch die Ausweisung zum Ramsar-Gebiet, gemäß der im iranischen Ramsar 1971 beschlossenen Konvention zum Schutz bedeutender Feuchtgebiete, internationale Anerkennung. Im selben Jahr wurde auch der Naturschutzverein Sablatnigmoor gegründet, welcher sich u. a. mit Fragen der Erhaltung, Pflege und der touristischen Nutzung befasst.
Die Vielfalt an Pflanzen und Tieren (weit über 2000 Arten) hat dem Gebiet 1988 auch den Titel eines biogenetischen Reservates gebracht. Weiters ist es ein Natura-2000-Gebiet und steht dem des Natura-2000-Gebietes Turnersee räumlich sehr nahe. 
2008 wurde das Gebiet des Sablatnigmoores zum Europaschutzgebiet erklärt.

## Historische Nutzung
Wegen der geringen Tiefe verlandete die im Bereich des heutigen Sablatnigmoores bestehende Wasserfläche sehr rasch. Es entstanden die Sablatnigwiesen, die als Pferdeweiden und Streuwiesen genutzt wurden. Schon vor mehr als 200 Jahren wurden diese Wiesen überstaut und der so entstandene Teich fischwirtschaftlich genutzt. In die Zeit dieser Fischerei fällt auch die Errichtung der Tomar-Keusche, die vermutlich auch als Fischerhütte oder Teichwärter-Hütte diente.
Mitte der 1970er Jahre wurden verschiedene Pläne für das Sablatnigmoor diskutiert: von einer Ausbaggerung und Errichtung eines Badeteiches über eine Trockenlegung und Umwandlung in eine intensiv genützte landwirtschaftliche Fläche bis zu einer Unterschutzstellung.

## Pflanzen- und Tierwelt

### Flora
Kennzeichnend für das Gebiet sind unter anderem verschiedene Wasserpflanzengesellschaften, Röhrichte und Großseggensümpfe, Hochstaudenfluren, Feuchtwiesen, Kleinseggenriede, und Schwarzerlenbruchwälder.
Besonders bemerkenswert ist das Vorkommen von zwei fleischfressenden Arten des Sonnentaus und auch des Wasserschlauchs. In den Niedermooren kommen zahlreiche seltene Orchideen vor, wie z. B. die Glanzorchis, Sumpf-Stendelwurz und Fleischrotes Knabenkraut, ebenso der bereits selten gewordene Sumpffarn und das Blutauge sowie der Lungenenzian.
Die Wasserflächen werden von den verschiedenen Laichkräutern fast zur Gänze bedeckt. Rohrkolben und das scharfe Schneidried bilden stellenweise ein undurchdringbares Röhricht.

### Fauna
Das Sablatnigmoor wird vielfach als eines der bedeutendsten Vogelschutzgebiete Kärntens bezeichnet. 
In den letzten Jahren wurden hier mehr als 170 verschiedene Vogelarten nachgewiesen.
Neben den zahlreichen Brutvögeln, wie z. B. Haubentaucher, Zwergtaucher, Zwergdommel, Bläßralle, Teichhuhn, Stockente, Tafelente, verschiedenen Rohrsängern, Pirol, Wiedehopf und auch dem Eisvogel, sind vor allem während der Frühjahrs- und Herbstzüge zahlreiche Raritäten zu beobachten, die hier im Sablatnigmoor für kurze Zeit Rast machen. So können als regelmäßige Durchzügler Kormoran, Silberreiher, Seidenreiher, Fischadler, Rötelfalke, Trauerseeschwalbe und Beutelmeise beobachtet werden.
Daneben kommt aber noch eine Vielzahl anderer bemerkenswerter Tierarten, wie zum Beispiel Schmetterlinge, Käfer und Libellen vor. Und es konnten auch vor Jahren die gemeine Flussmuschel und der europäische Edelkrebs nachgewiesen werden, die in Kärnten vom Aussterben bedroht sind.
Zahlreich sind auch die Amphibien, wie Laubfrosch, Springfrosch, Grasfrosch, Gelbbauchunke und der während der Laichzeit himmelblau gefärbte Balkan-Moorfrosch, der auch das Maskottchen des Südkärntner Naturschutzgebietes darstellt.